# Nino Giannini
Nino Giannini, all'anagrafe Virgilio Giannini (Sanremo, 10 luglio 1894 – Roma, 17 gennaio 1978), è stato un regista e sceneggiatore italiano.

## Biografia
Nato a San Remo, inizia a lavorare come sceneggiatore cinematografico all'inizio degli anni venti, nel cinema muto del periodo, collaborando con varie case di produzione, in special modo con l'Anonima Stefano Pittaluga e gli stabilimenti Cines di Via Veio 52 a Roma.
Aderisce al Fascismo  dal 1922 sino alla fine dello stesso nel 1945, questo gli provocherà non pochi problemi a fine guerra.
Nel 1932 inizierà un nuovo lavoro, quasi pioneristico, quello di adattatore e direttore di doppiaggio di film stranieri, dirigendo le versioni straniere di diverse centinaia di pellicole per quasi dieci anni, sino al 1939 quando torna alla regia del film Se quell'idiota ci pensasse.  Nel 1943 con la collaborazione di Roberto Rossellini dirige L'invasore, con protagonista femminile Miriam di San Servolo cioè Miriam Petacci sorella di Claretta, il film uscì solo nel 1950, fermato per ragioni politiche.
Nel 1943 aderisce alla Repubblica di Salò,  si trasferisce  al Cinevillagio della Giudecca dove lavora ad alcune pellicole e al doppiaggio di altri film; sino alla fine della guerra riesce a completare tre film di cui due girati alla F.E.R.T. di Torino, che avranno scarsa circolazione nel Nord Italia.
Nel 1947 si ritira a Ostia Lido per vivere modestamente nel Villaggio dei Pescatori dove lavora a qualche sceneggiatura e come traduttore per conto di alcuni editori, muore nel 1978.

## Filmografia
- Dita di fata (1922)
- Tutto nel mondo è burla (1922)
- Danza come sai danzare tu... (1923)
- Per uomini soli (1938)
- Se quell'idiota ci pensasse... (1939)
- L'invasore (1943)
- Vivere ancora (1943)
- Si chiude all'alba (1944)
- La signora è servita (1945)